# Eliminatoria a la Eurocopa Sub-18 2000
La eliminatoria para el Campeonato Europeo Sub-18 2000 fue la fase previa que disputaron 50 selecciones juveniles de Europa entre 1999 y 2000 para definir a los 7 participantes en la fase final del torneo a celebrarse en Alemania y que otorgaba 6 plazas para la Copa Mundial de Fútbol Sub-20 de 2001 a celebrarse en Argentina.

## Primera ronda

### Grupo 1
Los partidos se jugaron en Rumania.
| País                 | J | G | E | P | GF | GC | GD | Pts |
| -------------------- | - | - | - | - | -- | -- | -- | --- |
| Ucrania              | 3 | 1 | 2 | 0 | 5  | 1  | +4 | 5   |
| Rumania              | 3 | 1 | 2 | 0 | 5  | 3  | +2 | 5   |
| Bosnia y Herzegovina | 3 | 1 | 1 | 1 | 4  | 4  | 0  | 4   |
| Bulgaria             | 3 | 0 | 1 | 2 | 2  | 8  | –6 | 1   |

|  | Bulgaria             | 0–4 | Ucrania              |
|  | Rumania              | 3–1 | Bosnia y Herzegovina |
|  | Bosnia y Herzegovina | 1–1 | Ucrania              |
|  | Rumania              | 2–2 | Bulgaria             |
|  | Bosnia y Herzegovina | 2–0 | Bulgaria             |
|  | Ucrania              | 0–0 | Rumania              |

### Grupo 2
Los partidos se jugaron en Suecia.
| País              | J | G | E | P | GF | GC | GD | Pts |
| ----------------- | - | - | - | - | -- | -- | -- | --- |
| Irlanda del Norte | 3 | 3 | 0 | 0 | 10 | 2  | +8 | 9   |
| Suecia            | 3 | 1 | 1 | 1 | 7  | 5  | +2 | 4   |
| Estonia           | 3 | 1 | 0 | 2 | 3  | 8  | –5 | 3   |
| Luxemburgo        | 3 | 0 | 1 | 2 | 1  | 6  | –5 | 1   |

|  | Estonia           | 1–0 | Luxemburgo        |
|  | Suecia            | 1–3 | Irlanda del Norte |
|  | Irlanda del Norte | 4–0 | Luxemburgo        |
|  | Suecia            | 5–1 | Estonia           |
|  | Luxemburgo        | 1–1 | Suecia            |
|  | Irlanda del Norte | 3–1 | Estonia           |

### Grupo 3
Los partidos se jugaron en Inglaterra.
| País       | J | G | E | P | GF | GC | GD  | Pts |
| ---------- | - | - | - | - | -- | -- | --- | --- |
| España     | 3 | 3 | 0 | 0 | 10 | 0  | +10 | 9   |
| Inglaterra | 3 | 2 | 0 | 1 | 12 | 2  | +10 | 6   |
| Chipre     | 3 | 1 | 0 | 2 | 3  | 5  | –2  | 3   |
| San Marino | 3 | 0 | 0 | 3 | 0  | 18 | –18 | 0   |

|  | San Marino | 0–3 | Chipre     |
|  | España     | 2–0 | Inglaterra |
|  | ESP        | 6–0 | San Marino |
|  | Inglaterra | 3–0 | Chipre     |
|  | Chipre     | 0–2 | España     |
|  | Inglaterra | 9–0 | San Marino |

### Grupo 4
Los partidos se jugaron en Bélgica.
| País        | J | G | E | P | GF | GC | GD | Pts |
| ----------- | - | - | - | - | -- | -- | -- | --- |
| Rusia       | 3 | 2 | 0 | 1 | 5  | 5  | 0  | 6   |
| Bélgica     | 3 | 2 | 0 | 1 | 4  | 2  | +2 | 6   |
| Bielorrusia | 3 | 1 | 0 | 2 | 7  | 8  | –1 | 3   |
| Yugoslavia  | 3 | 1 | 0 | 2 | 6  | 7  | –1 | 3   |

|  | Rusia       | 2–4 | Bielorrusia |
|  | Yugoslavia  | 1–2 | Bélgica     |
|  | Rusia       | 2–1 | Yugoslavia  |
|  | Bielorrusia | 0–2 | Bélgica     |
|  | Bielorrusia | 3–4 | Yugoslavia  |
|  | Bélgica     | 0–1 | Rusia       |

### Grupo 5
Los partidos se jugaron en Portugal.
| País       | J | G | E | P | GF | GC | GD  | Pts |
| ---------- | - | - | - | - | -- | -- | --- | --- |
| Eslovaquia | 3 | 2 | 1 | 0 | 9  | 1  | +8  | 7   |
| Portugal   | 3 | 2 | 1 | 0 | 6  | 2  | +4  | 7   |
| Eslovenia  | 3 | 0 | 1 | 2 | 1  | 3  | –2  | 1   |
| Moldavia   | 3 | 0 | 1 | 2 | 2  | 12 | –10 | 1   |

|  | Moldavia   | 0–7 | Eslovaquia |
|  | Portugal   | 1–0 | Eslovenia  |
|  | Portugal   | 4–1 | Moldavia   |
|  | Eslovenia  | 0–1 | Eslovaquia |
|  | Eslovaquia | 1–1 | Portugal   |
|  | Eslovenia  | 1–1 | Moldavia   |

### Grupo 6
Los partidos se jugaron en Finlandia.
| País        | J | G | E | P | GF | GC | GD | Pts |
| ----------- | - | - | - | - | -- | -- | -- | --- |
| Finlandia   | 3 | 3 | 0 | 0 | 7  | 3  | +4 | 9   |
| Hungría     | 3 | 2 | 0 | 1 | 9  | 5  | +4 | 6   |
| Albania     | 3 | 1 | 0 | 2 | 4  | 5  | –1 | 3   |
| Islas Feroe | 3 | 0 | 0 | 3 | 3  | 10 | –7 | 0   |

|  | Albania     | 3–1 | Islas Feroe |
|  | Finlandia   | 3–2 | Hungría     |
|  | Hungría     | 5–2 | Islas Feroe |
|  | Finlandia   | 2–1 | Albania     |
|  | Islas Feroe | 0–2 | Finlandia   |
|  | Hungría     | 2–0 | Albania     |

### Grupo 7
Los partidos se jugaron en Dinamarca.
| País            | J | G | E | P | GF | GC | GD  | Pts |
| --------------- | - | - | - | - | -- | -- | --- | --- |
| República Checa | 3 | 3 | 0 | 0 | 10 | 0  | +10 | 9   |
| Dinamarca       | 3 | 2 | 0 | 1 | 12 | 3  | +9  | 6   |
| Lituania        | 3 | 1 | 0 | 2 | 3  | 9  | –6  | 3   |
| Letonia         | 3 | 0 | 0 | 3 | 1  | 14 | –13 | 0   |

|  | Lituania        | 2–1 | Letonia         |
|  | Dinamarca       | 0–2 | República Checa |
|  | República Checa | 5–0 | Letonia         |
|  | Dinamarca       | 5–1 | Lituania        |
|  | República Checa | 3–0 | Lituania        |
|  | Letonia         | 0–7 | Dinamarca       |

### Grupo 8
Los partidos se jugaron en Gales.
| País    | J | G | E | P | GF | GC | GD | Pts |
| ------- | - | - | - | - | -- | -- | -- | --- |
| Italia  | 3 | 2 | 1 | 0 | 7  | 3  | +4 | 7   |
| Suiza   | 3 | 2 | 1 | 0 | 5  | 1  | +4 | 7   |
| Gales   | 3 | 1 | 0 | 2 | 5  | 7  | –2 | 3   |
| Georgia | 3 | 0 | 0 | 3 | 3  | 9  | –6 | 0   |

|  | Georgia | 1–3 | Gales   |
|  | Italia  | 0–0 | Suiza   |
|  | Italia  | 2–1 | Georgia |
|  | Suiza   | 1–0 | Gales   |
|  | Suiza   | 4–1 | Georgia |
|  | Gales   | 2–5 | Italia  |

### Grupo 9
Los partidos se jugaron en Andorra.
| País    | J | G | E | P | GF | GC | GD  | Pts |
| ------- | - | - | - | - | -- | -- | --- | --- |
| Austria | 2 | 1 | 1 | 0 | 14 | 3  | +11 | 3   |
| Grecia  | 2 | 1 | 1 | 0 | 12 | 3  | +9  | 3   |
| Andorra | 2 | 0 | 0 | 2 | 0  | 20 | –20 | 0   |

|  | Grecia  | 3–3  | Austria |
|  | Andorra | 0–9  | Grecia  |
|  | Austria | 11–0 | Andorra |

### Grupo 10
Los partidos se jugaron en Croacia.
| País                | J | G | E | P | GF | GC | GD | Pts |
| ------------------- | - | - | - | - | -- | -- | -- | --- |
| Croacia             | 2 | 2 | 0 | 0 | 6  | 0  | +6 | 6   |
| Islandia            | 2 | 0 | 1 | 1 | 0  | 2  | –2 | 0   |
| Macedonia del Norte | 2 | 0 | 1 | 1 | 0  | 4  | –4 | 0   |

|  | Croacia   | 2–0 | Islandia            |
|  | Islandia  | 0–0 | Macedonia del Norte |
|  | Macedonia | 0–4 | Croacia             |

### Grupo 11
Los partidos se jugaron en Noruega.
| País    | J | G | E | P | GF | GC | GD | Pts |
| ------- | - | - | - | - | -- | -- | -- | --- |
| Noruega | 2 | 2 | 0 | 0 | 7  | 3  | +4 | 6   |
| Turquía | 2 | 1 | 0 | 1 | 6  | 7  | –1 | 3   |
| Polonia | 2 | 0 | 0 | 2 | 5  | 8  | –3 | 0   |

|  | Noruega | 3–2 | Polonia |
|  | Polonia | 3–5 | Turquía |
|  | Turquía | 1–4 | Noruega |

### Grupo 12
Los partidos se jugaron en Azerbaiyán.
| País         | J | G | E | P | GF | GC | GD | Pts |
| ------------ | - | - | - | - | -- | -- | -- | --- |
| Países Bajos | 2 | 1 | 1 | 0 | 5  | 3  | +2 | 4   |
| Israel       | 2 | 1 | 1 | 0 | 5  | 4  | +1 | 4   |
| Azerbaiyán   | 2 | 0 | 0 | 2 | 1  | 4  | –3 | 0   |

|  | Israel       | 2–1 | Azerbaiyán   |
|  | Países Bajos | 3–3 | Israel       |
|  | Azerbaiyán   | 0–2 | Países Bajos |

### Grupo 13
Los partidos se jugaron en Francia.
| País    | J | G | E | P | GF | GC | GD | Pts |
| ------- | - | - | - | - | -- | -- | -- | --- |
| Francia | 2 | 2 | 0 | 0 | 8  | 0  | +8 | 6   |
| Escocia | 2 | 1 | 0 | 1 | 2  | 4  | –2 | 3   |
| Armenia | 2 | 0 | 0 | 2 | 1  | 7  | –6 | 0   |

|  | Escocia | 0–3 | Francia |
|  | Armenia | 1–2 | Escocia |
|  | Francia | 5–0 | Armenia |

### Grupo 14
Los partidos se jugaron en Malta.
| País          | J | G | E | P | GF | GC | GD | Pts |
| ------------- | - | - | - | - | -- | -- | -- | --- |
| Irlanda       | 2 | 2 | 0 | 0 | 3  | 0  | +3 | 6   |
| Liechtenstein | 2 | 1 | 0 | 1 | 2  | 3  | –1 | 3   |
| Malta         | 2 | 0 | 0 | 2 | 1  | 3  | –2 | 0   |

|  | Irlanda       | 2–0 | Liechtenstein |
|  | Malta         | 0–1 | Irlanda       |
|  | Liechtenstein | 2–1 | Malta         |

## Segunda ronda
| Equipo 1        | Agr.        | Equipo 2          | Ida | Vuelta |
| --------------- | ----------- | ----------------- | --- | ------ |
| Ucrania         | 3–2         | Irlanda del Norte | 1–0 | 2–2    |
| España          | 1–2         | Rusia             | 0–0 | 1–2    |
| Eslovaquia      | 3–3(p: 4–5) | Finlandia         | 2–1 | 1–2    |
| República Checa | 3–1         | Italia            | 2–1 | 1–0    |
| Austria         | 1–4         | Croacia           | 1–2 | 0–2    |
| Noruega         | 2–3         | Países Bajos      | 0–1 | 2–2    |
| Francia         | 2–0         | Irlanda           | 0–0 | 2–0    |